# Abitibi-Price
Pour les articles homonymes, voir Abitibi (homonymie) et Price.
Abitibi-Price est une ancienne entreprise de pâtes et papiers. Issue de la fusion des compagnies Price Brothers and Company et Abitibi Power and Paper Company (en), elle est à son tour fusionnée au sein de Abitibi-Consolidated le 29 mai 1997.

## Caractéristiques
À la fin des années 1980, l'entreprise produit près de 2 millions de tonnes de papier journal et est le plus important fabricant au monde dans ce domaine. À la même époque, l'entreprise à un droit de coupe sur environ 110 000 km2 de forêts au Manitoba, en Ontario, au Québec et à Terre-Neuve.
L'entreprise possède alors 11 usines de papier à journal en Amérique du Nord :
- Deux à Terre-Neuve (Grand Falls-Windsor et Stephenville);
- Trois au Québec (Alma, Kénogami et Chandler);
- Trois en Ontario (Iroquois Falls et deux à Thunder Bay);
- Une au Manitoba (Powerview-Pine Falls);
- Une en Géorgie.

Toujours à la même époque, elle produit environ 400 000 t de papier de pâte mécanique au Québec (à Alma, Beaupré et Kénogami) et environ 140 000 t de papier couché d'impression en Ontario (Thunder Bay et Georgetown).